# (79333) Yusaku
(79333) Yusaku est un astéroïde de la ceinture principale.

## Description
(79333) Yusaku est un astéroïde de la ceinture principale. Il fut découvert le 5 octobre 1996 à Kuma Kogen par Akimasa Nakamura. Il présente une orbite caractérisée par un demi-grand axe de 2,76 UA, une excentricité de 0,17 et une inclinaison de 13,2° par rapport à l'écliptique.

## Compléments